# Mary Heilmann
Mary Anne Heilmann (* 3. Januar 1940 in San Francisco, Kalifornien) lebt und arbeitet in New York. Sie zählt zu den einflussreichsten abstrakten Malern ihrer Generation.

## Leben
In Kalifornien geboren und aufgewachsen, studierte sie an der UCSB und der UC Berkeley und übersiedelte 1968 nach New York, wo sie Weggefährtin vieler Vertreter des Minimalismus und der Pop Art war. Ihre Malerei hat sich zwar parallel zu diesen stilistischen Strömungen der 60er und 70er Jahre entwickelt, trotzdem lässt sich ihre Kunst nicht einer bestimmten Formensprache zuordnen. Die Arbeiten sind ungegenständlich und die Künstlerin arbeitet mit einem klar geometrischen Formenvokabular.
Trotz ihres frühen Umzugs nach New York, mit dem Mary Heilmann gleichzeitig von der Bildhauerei zur Malerei wechselte, sind ihre Erfahrungen aus der Kindheit an der Westküste und aber vielleicht auch eine Sehnsucht danach eindrücklich durch ihre Kompositionen mit einer abstrakten Formensprache und einer klaren Farbsymbolik verbildlicht und mit vielfältigen Assoziationen belegt. Sie fühlt sich immer noch mit der Strandkultur Kaliforniens, im Speziellen der Surferkultur, und der Beat Generation, mit der sie sich in ihrer Jugend identifizierte, stark verbunden. In Kombination mit den Bildtiteln wird auf Begegnungen und Erfahrungen, historische und alltägliche Ereignisse und Begebenheiten, Film- und Musiktitel, oder einfache Gegenstände aus ihrer nächsten Umgebung verwiesen.
2017 wurde sie zum Mitglied der American Academy of Arts and Letters gewählt.

## Ausstellungen
Neben Einzelausstellungen bei Hauser & Wirth Zürich (2006), in der Secession in Wien (2003), im Camden Arts Centre in London (2001) und im Kunstmuseum St. Gallen (2000), nahm sie an wichtigen Ausstellungen wie ‚Der zerbrochene Spiegel’ in der Kunsthalle Wien (1993/94) und ‚nuevas abstracciones’ im Centro de Arte Reina Sofia in Madrid (1996) teil.
2007 widmete ihr das Orange County Museum of Art in Newport Beach (CA) eine umfassende Ausstellung, welche anschließend im Contemporary Arts Museum Houston in Houston, Texas, im Wexner Center for the Arts in Columbus (OH), sowie 2008 im New Museum of Contemporary Art in New York zu sehen war.
- 2010: Mary Heilmann, Museum Ludwig, Köln.
- 2013: Mary Heilmann – Good Vibrations, Bonnefantenmuseum, Maastricht und danach Neues Museum, Nürnberg.
- 2014/2015: Mary Heilmann & David Reed., Hamburger Bahnhof, Berlin.